# Provincia Lecce
Lecce este o provincie în regiunea Apulia, Italia.

## Comunele
Teritoriul provinciei cuprinde 97 de comune. Cele cu mai mult de 15.000 de locuitori sunt:
| Comună    | Populație |
| --------- | --------- |
| Lecce     | 95.520    |
| Nardò     | 32.000    |
| Galatina  | 27.299    |
| Copertino | 24.527    |
| Gallipoli | 21.139    |
| Casarano  | 20.632    |
| Tricase   | 17.792    |
| Galatone  | 15.834    |

## Cetățenii străini
În ziua 31 decembrie 2010 cetățenii străini residenți erau 17.747 de oameni (2,17% din populație).
Naționalitățiile principale erau:
- România 3.221 (0,39%, 18,15% din cetățenii străini)
- Albania 2.962 (0,36%)
- Maroc 2.069 (0,25%)
- China 1.106 (0,13%)

## Galerie

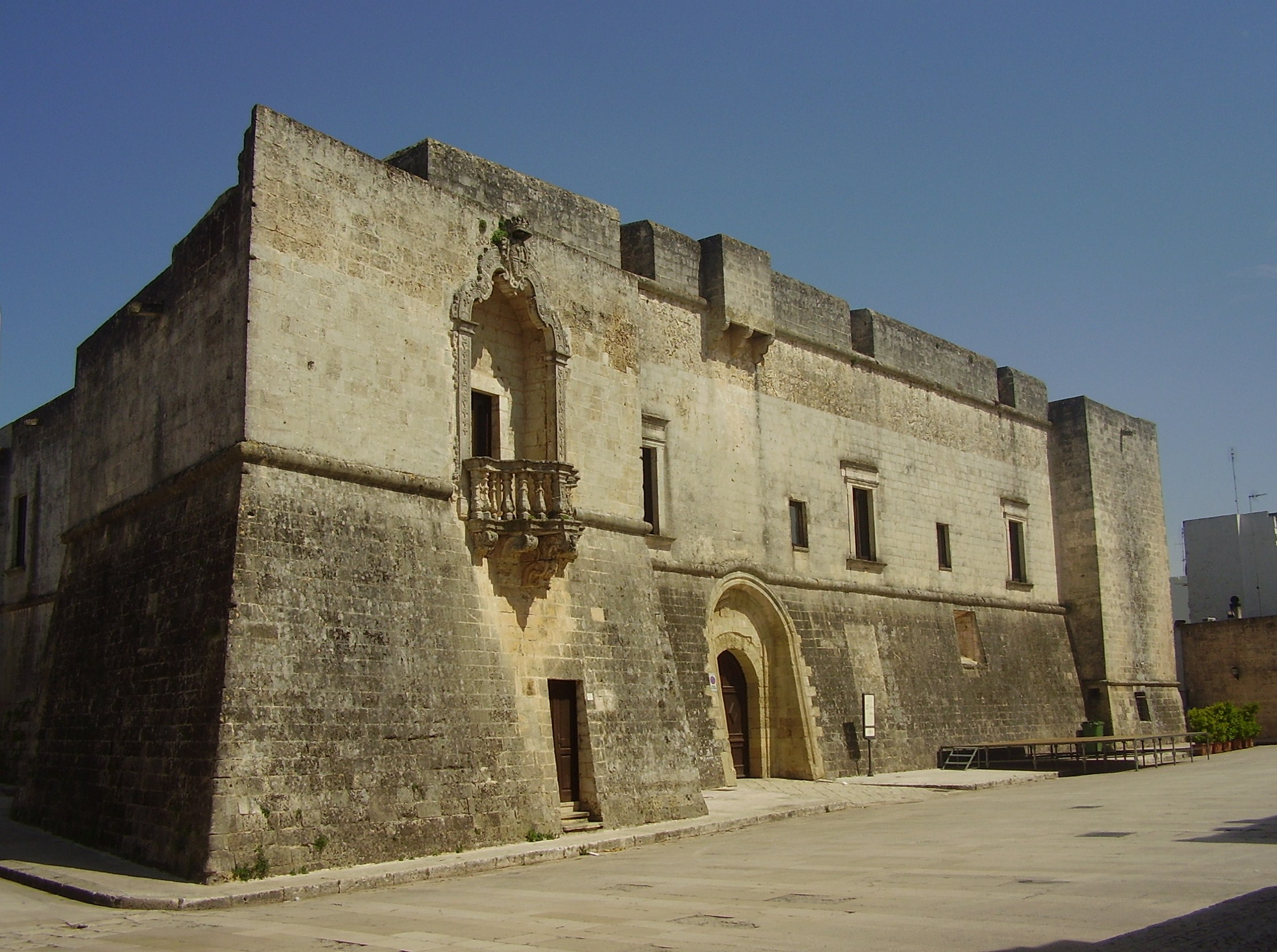
Castelul din Andrano
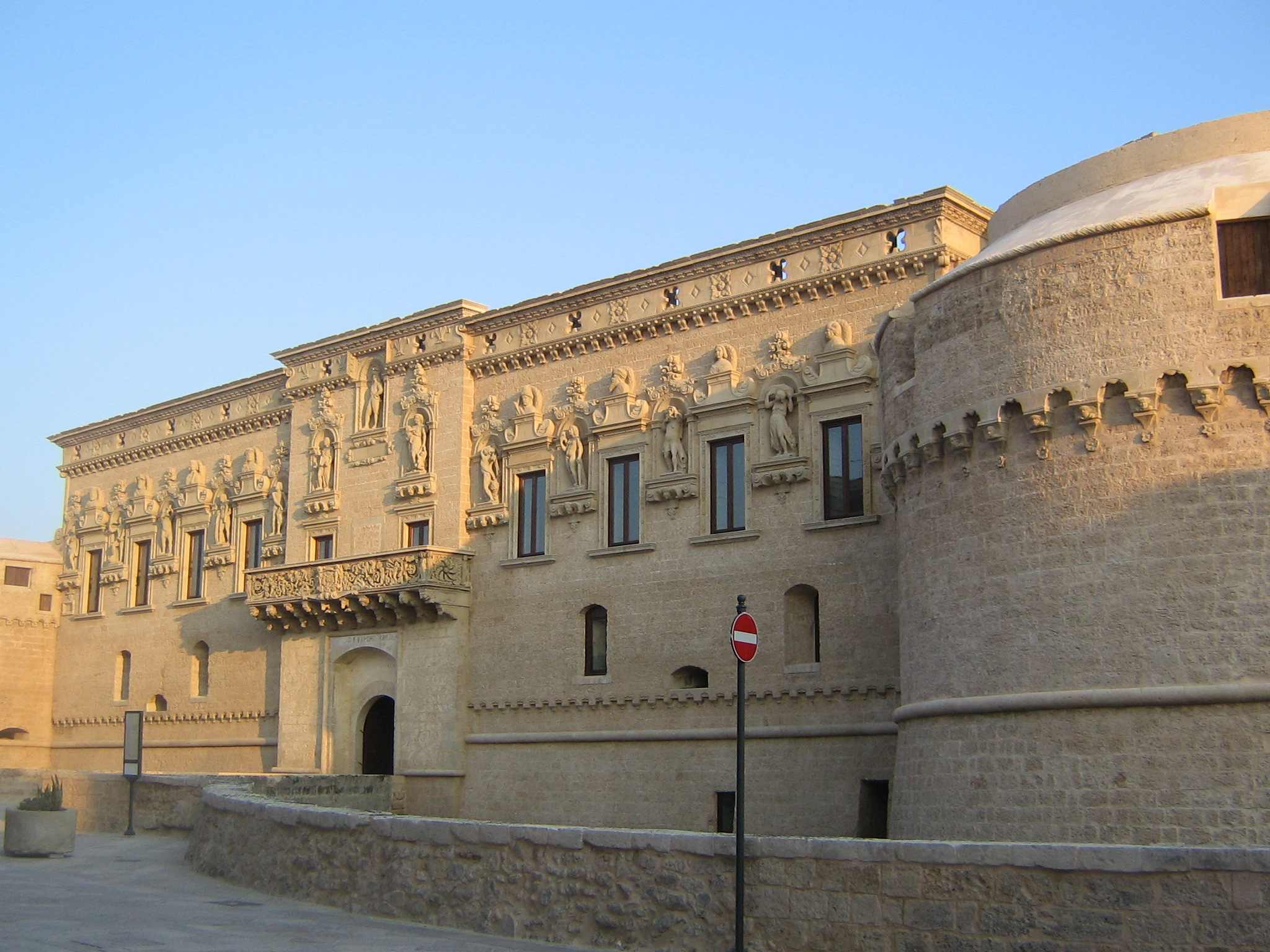
Castelul din Corigliano d'Otranto
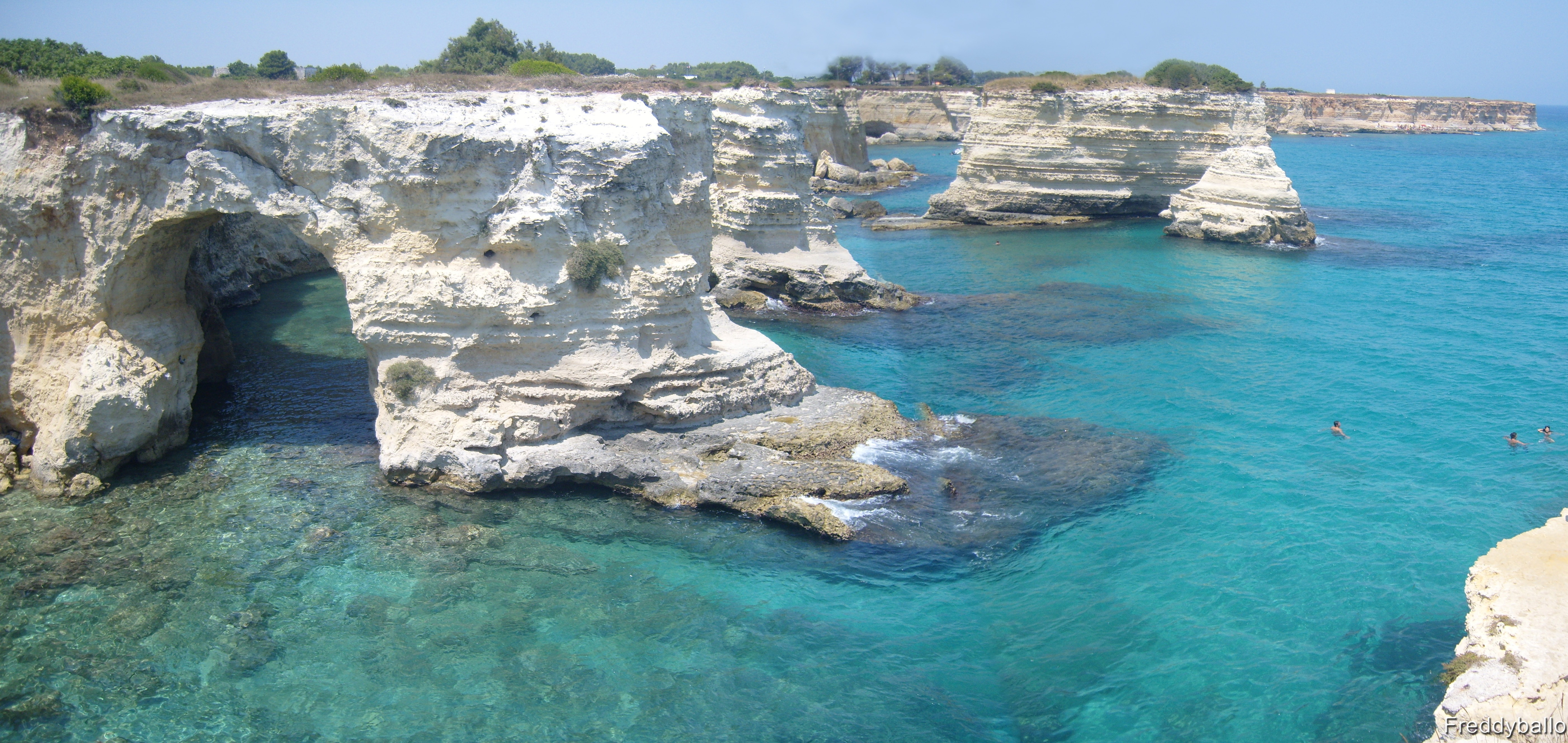
Turnul Sant'Andrea
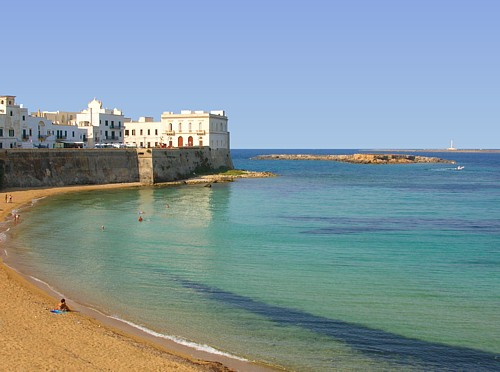
Gallipoli
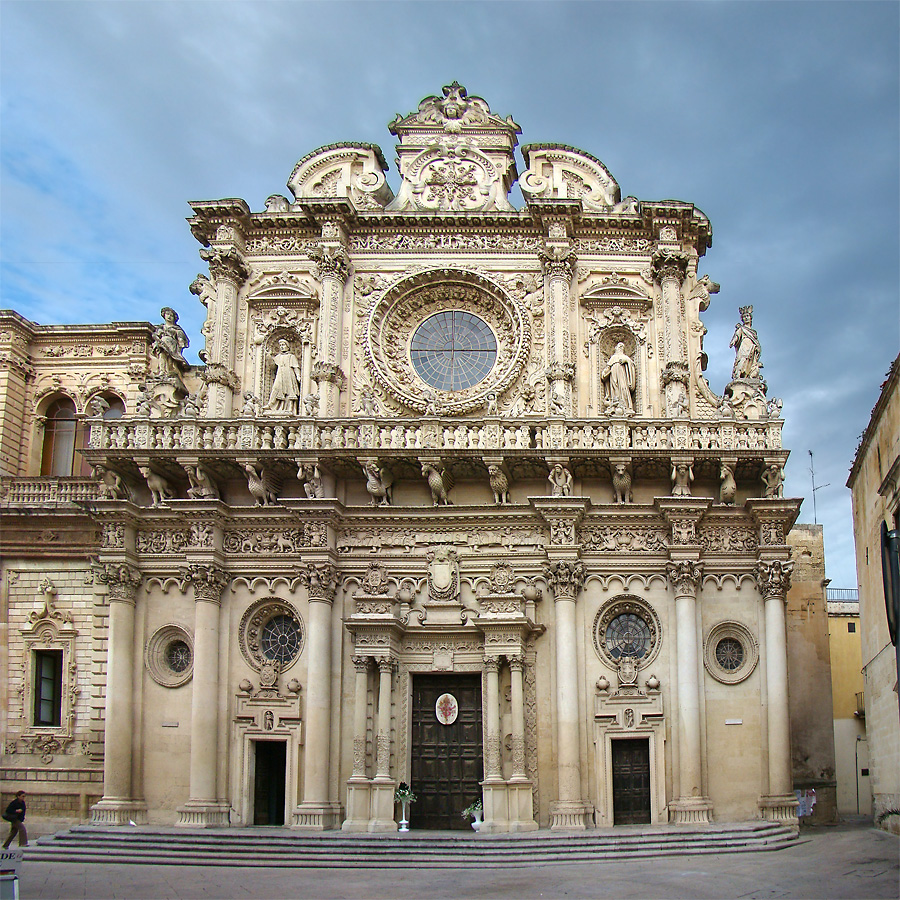
Lecce, bazilica
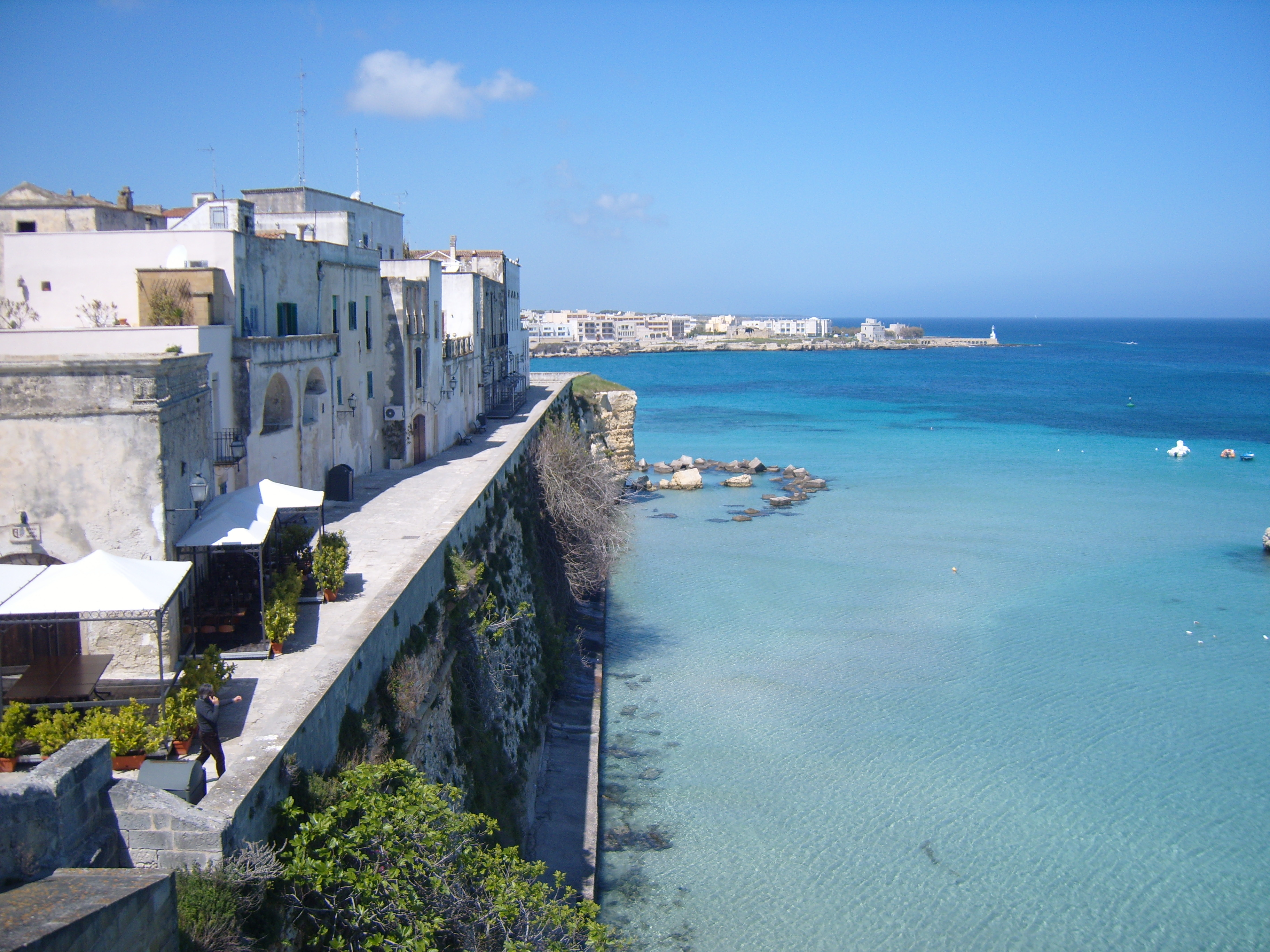
Otranto
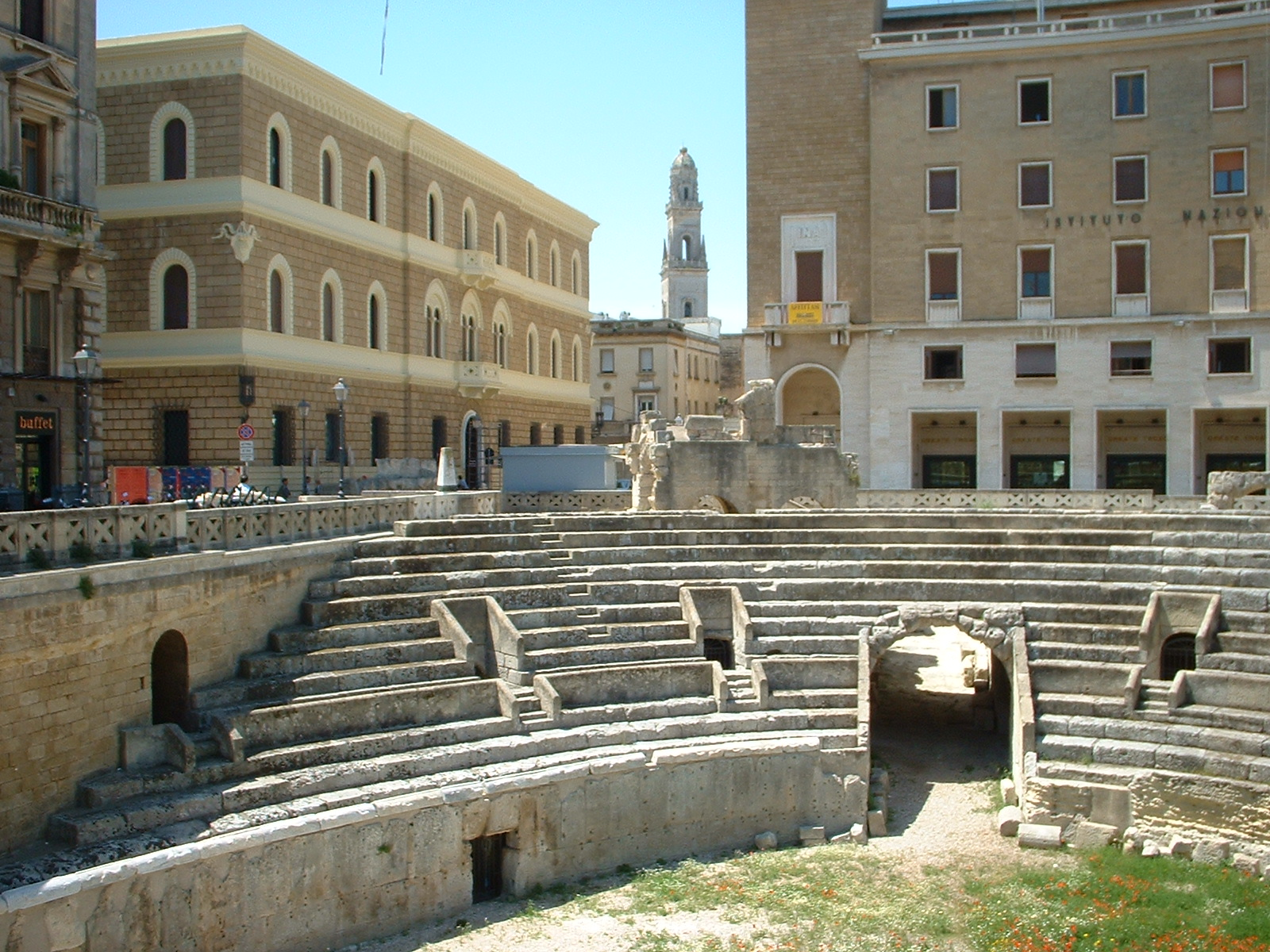
Amfiteatrul roman din Lecce